# コンカレント日本
コンカレント日本株式会社(英: Concurrent Nippon Corporation）は、アメリカ合衆国のリアルタイムコンピュータConcurrent Real-Time社の完全子会社。

## 概要
もともとは、新日本製鉄株式会社との合弁会社であったが、1998年合弁を解消した。
x86/ARM64用Realtime Linux(RedHawk Linux)リアルタイムモデリング環境ソフトウェア(SimWB)とリアルタイムコンピュータ(iHawk)およびイメージジェネレータ(Imagen)等を販売している。
2017年4月　親会社のリアルタイム事業とビデオサーバ事業が分社されたことに伴い、ビデオ事業をコンカレント・コンテンツ・ソリューションズに引き継ぎ、リアルタイム事業専業になった。

## 沿革
- 1986年 - 新日本製鉄株式会社と米国コンカレント・コンピュータ社の合弁で、コンカレント日本株式会社設立
- 1989年 - 日本において、コンカレント日本株式会社と、日本マサチューセッツ・コンピュータ株式会社(MASSCOMP)が合併、3200シリーズにMicroシリーズを追加
- 2002年 - Intel CPUによるリアルタイムLinux RedHawk Linux ,リアルタイムLinuxシステム"iHawk860"シリーズ発表
- 2008年 - コンカレント日本"リアルタイムシステムの設計開発・製造販売"においてISO9001:2000認証を取得
- 2009年 - コンカレント日本"リアルタイムシステムの設計開発・製造販売"においてISO9001:2008認証を取得
- 2017年 - コンテンツ配信事業およびストレージ事業を、コンカレント・コンテント・ソリューションズ株式会社に引き継いだ。